# Ő
Ő – litera używana w językach węgierskim i farerskim. Powstała w XIX wieku tak jak litera ű.

## Język węgierski
W języku węgierskim litera jest odpowiednikiem wydłużonej litery ö.

## Język farerski
W języku farerskim bywa używana w piśmie ręcznym zamiast ø.